# سد ياتي

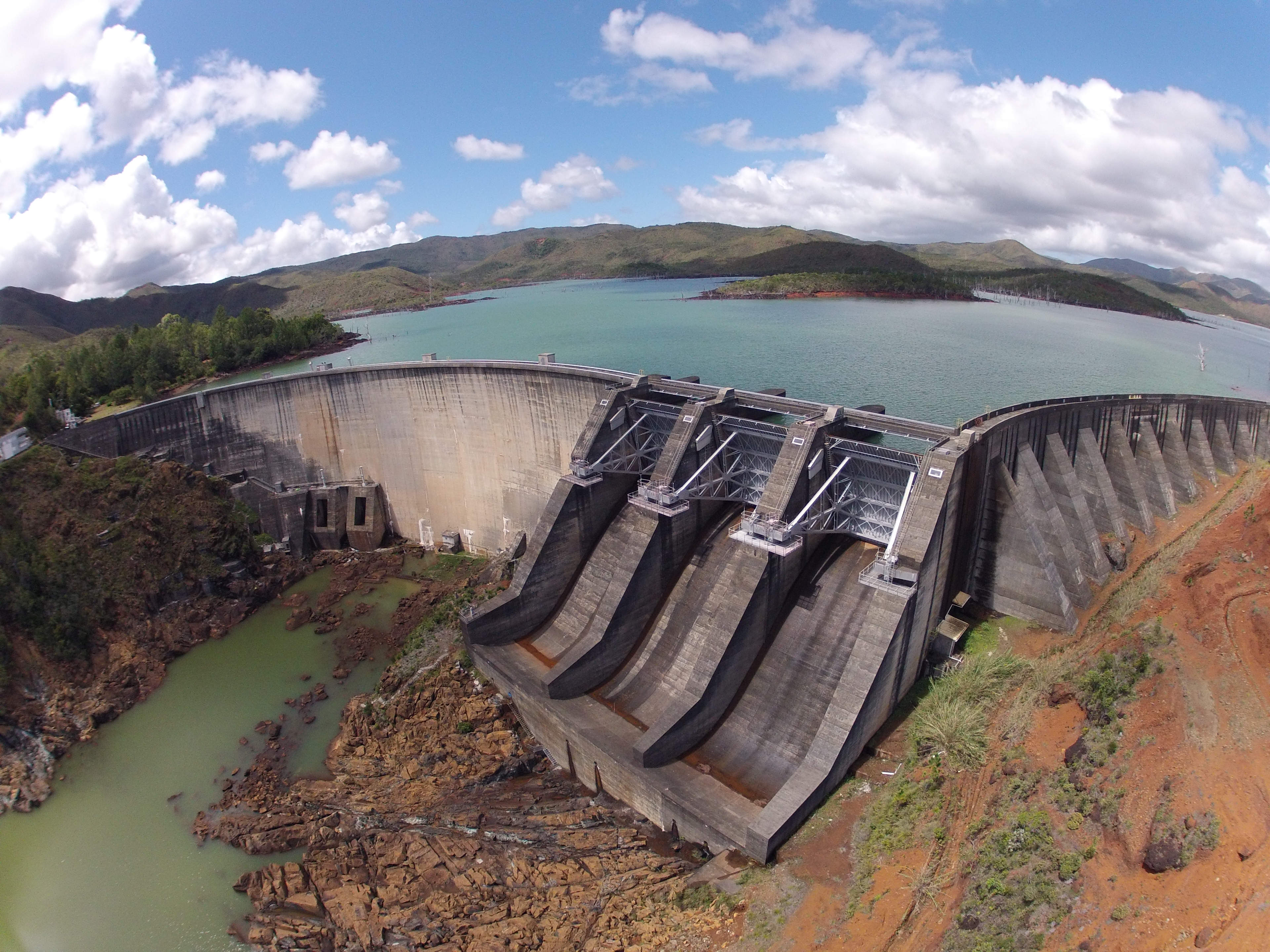
منظر جوي لسد ياتي، كاليدونيا الجديدة

سد ياتي هو سد مقوس على نهر ياتي في بلدية ياتي في كاليدونيا الجديدة، فرنسا. الغرض الأساسي من السد هذا هو توليد الطاقة الكهرمائية وهو يدعم محطة طاقة بقدرة بـ 68 ميجاوات. بدأت خطط المشروع في أوائل الخمسينيات من القرن الماضي وتم تصميم السد من قبل كويني ايت بيلير. قام المالك ومشغل المشروع بإنشاء، جمعية الطاقة في كاليدونيا الجديدة (الاختصار باللغة الانجليزية: ENERCAL) (الاختصار باللغة العربية : اينيرسال)، في 27 أغسطس 1955 لتنفيذ المشروع. بدأ بناء المشروع في ذلك العام وتم تشغيل محطة الكهرباء هذه في عام 1958. وافتتح السد والمخطط بأكمله من قبل جاك سوستيل، وزير الدولة المسؤول عن الإدارات الخارجية، في الـ 21 من سبتمبر عام 1959. إنه يعتبر أطول سد وأكبر خزان في كاليدونيا الجديدة. 